# Пономарёв, Илья Владимирович
Илья́ Влади́мирович Пономарёв (род. 6 августа 1975, Москва, СССР) — российский оппозиционный политик, с 2014 года проживающий в эмиграции, с 2019 года получивший гражданство Украины.
Депутат Государственной думы России 5-го и 6-го созывов, во время которых был членом фракции «Справедливая Россия», Совета Левого фронта.
20 марта 2014 года Пономарёв единственный, кто проголосовал в Госдуме против российской аннексии Крыма, не согласившись с процедурой аннексии. 18 июня 2014 года выехал из России в США, где проживал в течение последующих двух лет.
7 апреля 2015 года Государственная дума по запросу Генеральной прокуратуры лишила Пономарёва депутатской неприкосновенности для расследования по делу о растрате средств фонда «Сколково», 16 октября 2015 года дала согласие на его заочный арест. Следственный комитет РФ возбудил в отношении него уголовное дело и намерен добиваться его экстрадиции в Россию. 17 июля 2015 года заочно арестован московским судом и объявлен в международный розыск.
10 июня 2016 года Государственная дума лишила Пономарёва депутатских полномочий за систематическое неисполнение своих обязанностей, в том числе прогулы пленарных заседаний в течение 30 и более календарных дней.
24 июня 2016 года получил вид на временное проживание на Украине. 17 мая 2019 года, в последний рабочий день своих полномочий, президент Украины Пётр Порошенко подписал указ о предоставлении Илье Пономарёву украинского гражданства.
С 2016 года проживает в Киеве, где, по собственным словам, занимается привлечением инвестиций на Украину.
В январе 2023 года Илью Пономарёва внесли в российский реестр террористов и экстремистов (запись № 11563).

## Биография

### Начало трудовой деятельности и участие в бизнесе
Трудовую деятельность начал в 14 лет, в 1989 году — в Институте проблем безопасного развития атомной энергетики (ИБРАЭ) АН СССР. По поручению руководства Института, в которое входил его отец, организовал группу обучения сотрудников компьютерным технологиям, а также занимался поддержкой парка персональных компьютеров.
В 1991 году, в возврасте 16 лет, создал собственную компанию — АОЗТ «Русспрофи Лтд.», где занял должность генерального директора.
В 1992 году занимался торговыми сделками на Российской товарно-сырьевой бирже (РТСБ), далее деятельность компании сосредоточилась на услугах в области программирования, поставок и обслуживания персональных компьютеров. Разработанная в «Русспрофи» система психологической профдиагностики «З-Тест» стала стандартом в структурах МВД и гражданской авиации.
В 1992 году поступил на физический факультет МГУ, обучение не окончил. Параллельно с работой в Мининформсвязи РФ в 2007 году поступил и в 2011 году окончил Российский государственный социальный университет (РГСУ) по специальности «государственное и муниципальное управление». Высшее образование впервые получил в 2011 году, в возрасте 35 лет.

### Работа в ЮКОСе
С 1998 года Илья Пономарёв занимал пост директора дирекции по информационным технологиям нефтяной компании «ЮКОС». В 1999—2000 годах являлся первым вице‑президентом «Сибирской Интернет‑компании» («Сибинтек»).
После продажи бизнеса ARRAVA Пономарёв в 2001 году стал вице-президентом компании IBS и возглавил направление стратегических проектов и связей с государственными органами. Главной задачей стала реализация проектов в рамках федеральной целевой программы «Электронная Россия» (портал Правительства РФ, система государственных закупок, поддержка налоговой реформы, автоматизация таможенного учёта, мониторинг жилищно-коммунального хозяйства и т. п.), а также развитие региональной сети IBS, выстраивание отношений с администрациями субъектов РФ. В 2002 году при поддержке IBS был создан «Губернаторский клуб».

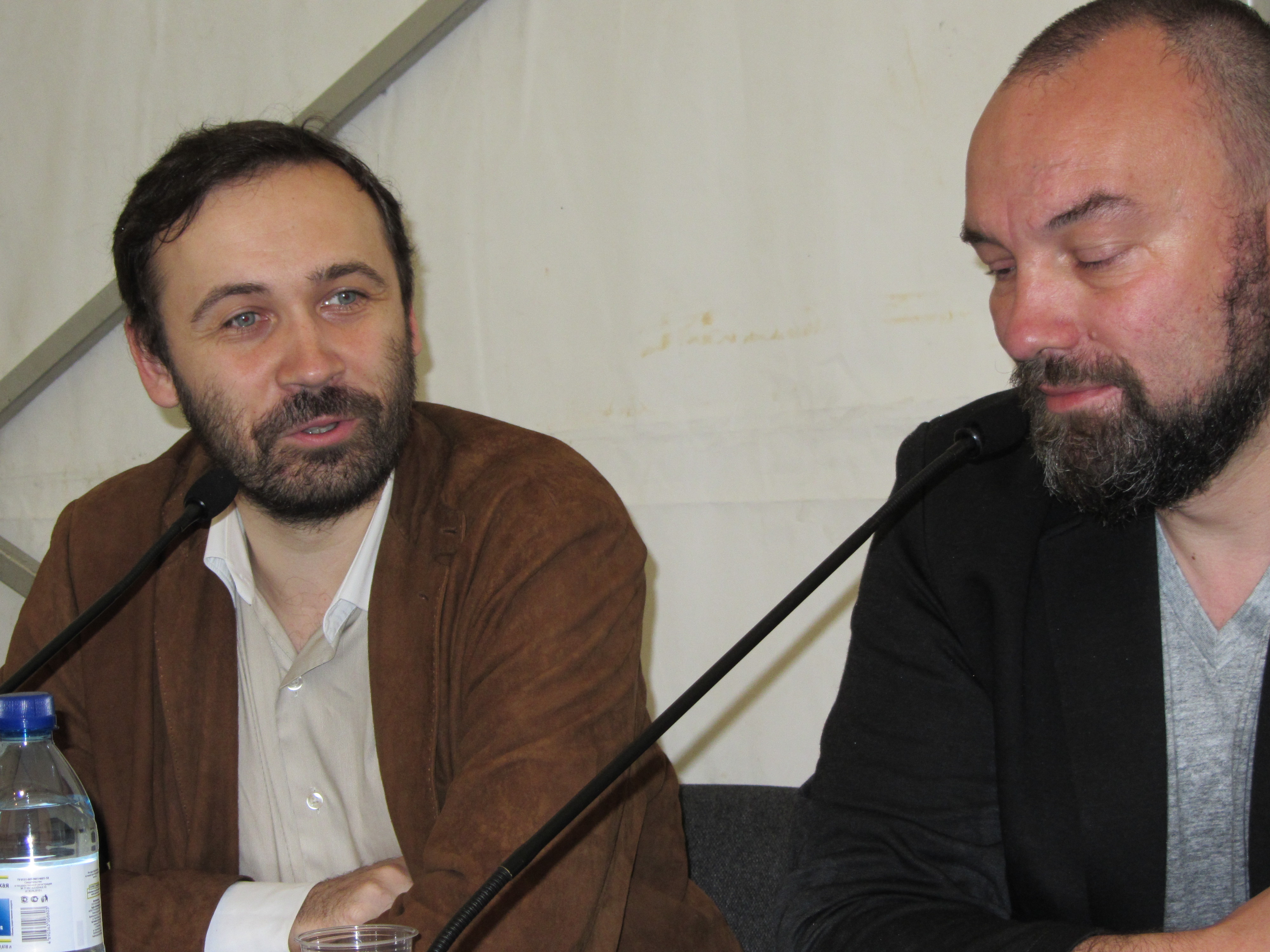
Пономарёв с создателем московского книжного магазина «Фаланстер» Борисом Куприяновым на 7-м Московском международном открытом книжном фестивале, 2012

### Сотрудничество с фондом «Сколково»
В июне 2010 года назначен советником президента Фонда «Сколково» Виктора Вексельберга по международному развитию и коммерциализации технологий. На момент заключения договора с фондом «Сколково» на выполнение работы по теме «Коммерциализация технологий и международное продвижение российских инновационных компаний» и чтение лекций на общую сумму более 22 млн рублей, Пономарёв, как указывал заместитель генпрокурора РФ А. Буксман, ещё не имел высшего образования.
В 2013 году в ответ на расследование Пономарёвым обстоятельств получения лидером ЛДПР Владимиром Жириновским степени доктора наук, обвинён последним в использовании средств «Сколково» в размере 750 тысяч долларов для финансирования протестов 2011—2012 годов на Болотной площади. В апреле 2013 года Следственный комитет РФ возбудил уголовное дело по ст. 160 УК РФ (растрата) в отношении вице-президента «Сколково» Алексея Бельтюкова, заключавшего соглашение с Пономарёвым, и угрожал добиться снятия с Пономарёва неприкосновенности в Думе. Фонд «Сколково» подал против Пономарёва гражданский иск с требованием вернуть выплаченные ему деньги в размере 9 млн рублей. Иск мотивировался тем, что Пономарёв из десяти лекций качественно провёл только одну. Гагаринский районный суд удовлетворил иск частично, взыскав с Пономарёва 2 млн 728 тыс. рублей. Поскольку Пономарёв добровольно не исполнил решение суда и не вернул денежные средства фонду «Сколково», в сентябре 2014 года приставы начали арест его имущества за долги, а сам он с этого времени не участвует в заседаниях Государственной думы, находясь за пределами России. В декабре 2015 года стало известно, что судебными приставами взыскана вся сумма долга с Пономарёва по гражданскому иску.
25 марта 2015 года Генеральной прокуратурой передано в Госдуму ходатайство Следственного комитета РФ (СКР) о лишении неприкосновенности Ильи Пономарёва и даче согласия на возбуждение против него уголовного дела о растрате 22 млн рублей из фонда «Сколково». 7 апреля 2015 года Госдума при консенсусе всех фракций лишила Пономарёва неприкосновенности, за проголосовали 438 депутатов, против был один Дмитрий Гудков, который по просьбе Пономарёва нажал за него кнопку «воздержался», 10 депутатов не голосовали. В конце апреля 2015 года стало известно о возбуждении уголовного дела против Пономарёва. В июне 2015 года представитель СКР подтвердил, что в отношении Пономарёва возбуждено уголовное дело по части 5 статьи 33 и части 4 статьи 160 УК РФ (пособничество в растрате).
10 июня 2016 года Госдума лишила И. Пономарёва депутатских полномочий за систематическое неисполнение своих обязанностей, в том числе прогулы пленарных заседаний в течение 30 и более календарных дней. Это решение было принято 413 голосами «за» при 3 голосах «против», воздержавшихся не было. 22 июня 2016 года Центризбирком РФ передал мандат следующему в региональной группе Справедливой России. Депутатом стал бывший до этого депутатом Заксобрания Новосибирской области кандидат физико-математических наук Даниил Иванов.

### Общественная и политическая деятельность

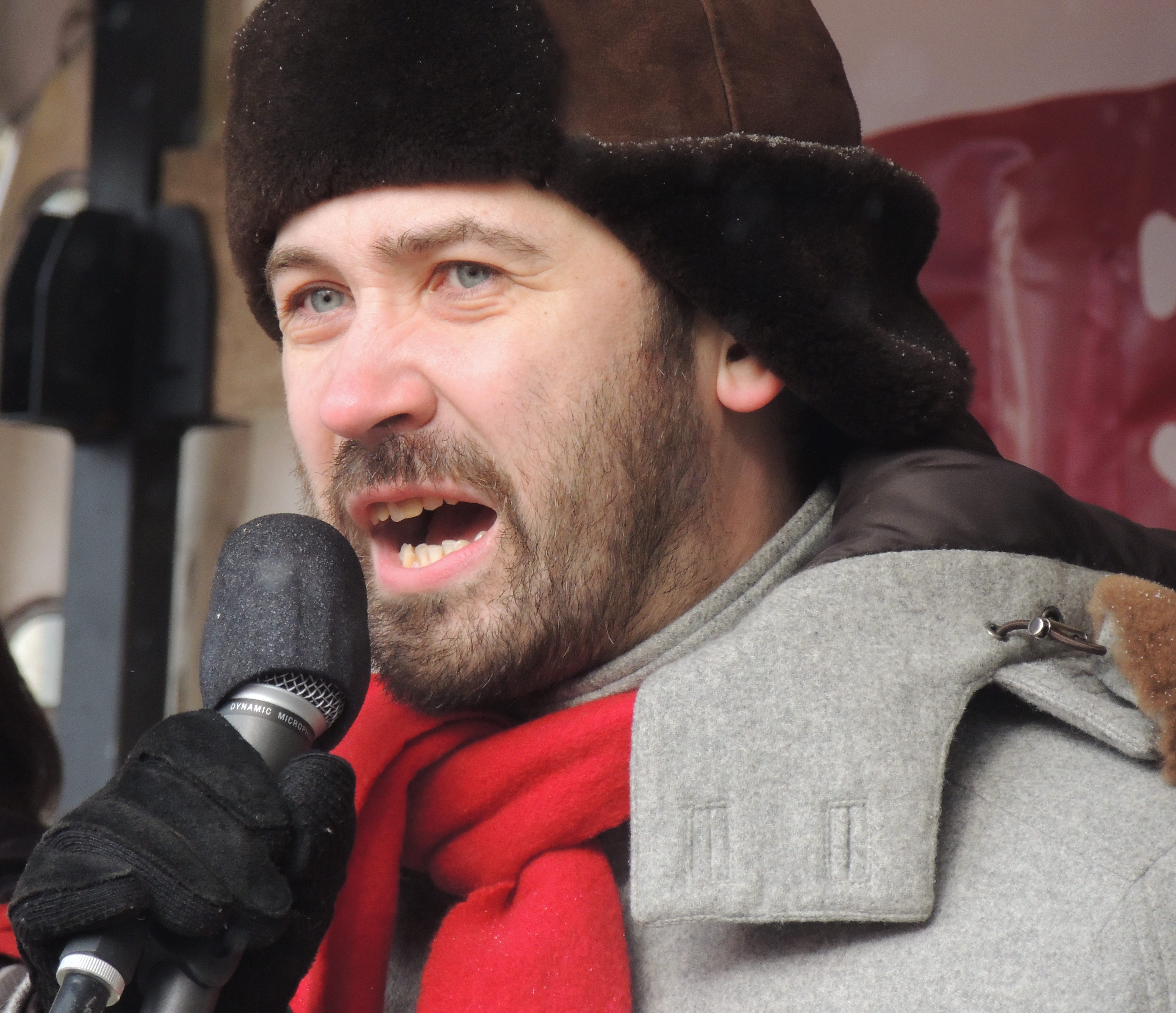
На митинге 2 марта 2013 года

Бывший участник российского Левого фронта. Был членом оргкомитета Российского социального форума, объединяющего протестные и социальные движения страны. Один из координаторов участия российских представителей в Европейских и Всемирных социальных форумах.
В 2006 году отошёл от активной деятельности в КПРФ. Летом 2007 года ушёл из КПРФ для участия в выборах в Государственную Думу.
В декабре 2007 года избран в Государственную Думу России V созыва по спискам партии «Справедливая Россия» от Новосибирской области. В Думе вошёл в Комитет по информационной политике, технологиям и связи, возглавил подкомитет по технологическому развитию, координируя разработку законодательства в сфере поддержки инноваций и высоких технологий. В декабре 2011 года переизбран на новый срок. В Госдуме VI созыва, в связи с расформированием Комитета по информполитике, вошёл в Комитет по экономической политике, инновационному развитию и предпринимательству, возглавив подкомитет по инновационному развитию.
В 2008 году вступил в политическую партию Справедливая Россия и вскоре был избран в её Центральный совет.
После начала протестных митингов в декабре 2011 года вернулся к активной политической деятельности, став одним из организаторов массовых акций в Москве. В январе 2012 года стал инициатором создания Гражданского Движения — координационного центра протестных сил. По итогам событий 6 мая 2012 года выдвинул идею создать Координационный Совет оппозиции как единый коалиционный штаб протестных сил в количестве 12 человек, идея была поддержана Сергеем Удальцовым и Алексеем Навальным. В течение лета 2012 года Пономарёв проехал в рамках автопробега «Белый поток» часть регионов России, агитируя за выборы в КСО, однако в итоге концепция выборов была изменена в пользу формирования большого органа из 45 человек, включающего квоты для политических течений. Эта схема была раскритикована Пономарёвым, и за неделю до голосования он снял свою кандидатуру с выборов, подвергшись жёсткой критике со стороны сторонников Навального.
14 марта 2013 года, протестуя против исключения из партии Геннадия и Дмитрия Гудковых, приостановил членство в партии «Справедливая Россия» до следующего съезда, заявив о намерении сформировать в Госдуме межфракционную группу «Альтернатива».
После съезда партии «Справедливая Россия» 30 октября 2013 года сообщил, что добровольно выходит из партии. По словам первого заместителя главы фракции справедливороссов в Госдуме М. Емельянова, из фракции Пономарёв исключён де-факто, юридически такая процедура не предусмотрена.
По состоянию на 2013 год был членом Совета по национальной стратегии.
В январе-марте 2014 года участвовал в качестве кандидата от партии Альянс зелёных и социал-демократов в выборах мэра Новосибирска. За полторы недели до дня голосования снял свою кандидатуру.
20 марта 2014 года был единственным депутатом, кто голосовал против аннексии Крыма Россией на внеочередном заседании Государственной Думы по ратификации договора о принятии в состав Российской Федерации Республики Крым и города Севастополя. Своё отношение к произошедшему с Крымом объяснил так: плохо не то, что присоединили, а то, как присоединили.

Я считаю, что Крым должен быть частью России, что это русская земля. У меня нет никаких сомнений ни в легитимности прошедшего референдума, ни в воле подавляющего большинства крымчан, ни в отношении к этому большинства граждан России.

30 апреля лидер «Справедливой России» Сергей Миронов потребовал от Пономарёва сдать мандат. Он называет поведение Пономарёва «аморальным и подлым» по отношению к партии, поскольку, по его мнению, «в глазах многих неискушённых людей» Пономарёв по-прежнему ассоциируется со «Справедливой Россией», чем наносит ей «серьёзный репутационный ущерб».

### Цензура в интернете
Мотивируя возможностью перехода к саморегулированию Интернета, активно поддержал и проголосовал за Федеральный закон своего однопартийца Елены Мизулиной 436-ФЗ «О защите детей от информации, причиняющей вред их здоровью и развитию», который, по опасениям ряда экспертов, мог быть использован для цензуры Интернета. Российский блогер и журналист Максим «Parker» Кононенко обвинил Пономарёва в том, что тот имел скрытые интересы в правительственной цензуре, так как его отец Владимир Пономарёв был членом совета директоров крупного подрядчика ОАО «Ростелеком», строительной компании «Инфра-Инжиниринг», владелец которой, Константин Малофеев, являясь одним из собственников «Ростелекома», связан с цензурным лобби.

### Пребывание в США
С августа 2014 года в российских и мировых СМИ многократно публиковалась информация о том, что Пономарёв находится в США. Среди источников существования Пономарёва, по его словам, были доходы от преподавательской и научной деятельности. За рубежом Пономарёв тогда находился по туристической визе, планировал вернуться в Россию в мае 2015 года. Однако не смог осуществить это намерение из-за постановления российского суда о его заочном аресте.
15 января 2015 года Пономарёв принял участие в проводившейся в Вашингтоне конференции Центра стратегических и международных исследований под названием «Российская оппозиция во время войны и кризиса», где представил доклад с описанием текущего политического климата в России, а также рассказал о возможных сценариях смены режима в России. В январе 2015 года депутаты Госдумы от «Справедливой России» послали запрос в Генеральную прокуратуру с просьбой дать правовую оценку заявления Пономарёва и при наличии оснований принять меры прокурорского реагирования. После возбуждения уголовного дела Пономарёв в июне 2015 года объявил об отсутствии у него планов возвращаться в Россию.
В период пребывания в США, отмечает радиостанция «Голос Америки», Пономарёв вёл кампанию за расширение американских санкций, введённых в связи с участием России в событиях на Украине, высказывался за полный запрет российским государственным чиновникам въезжать на территорию стран Запада. Он предложил оказывать военную поддержку Украине, однако прямые поставки оружия этой стране из США счёл ошибкой, предложив заняться этим другим славянским государствам Восточной Европы.
Пономарёв публично поддержал созданную в Киеве националистическую организацию «Русский Центр».
Перед своим отъездом на Украину в июне 2016 года Пономарёв создал в США компанию Trident Acquisitions со штаб-квартирой в Нью-Йорке, которая, по его словам, будет заниматься инвестициями в энергетическую, сельскохозяйственную и нефтегазодобывающую сферы Украины.

### Пребывание на территории Украины (с 2016)
С июля 2016 года, получив временный вид на жительство, находился на территории Украины, занимаясь, по его словам, привлечением иностранных инвестиций в энергетическую и нефтегазовую сферы.
Украинские и российские СМИ в течение ряда лет утверждали, что Пономарёв считается «представителем Джорджа Сороса по газу на Украине». В 2019 году часто говорили о фирмах бывшего депутата Госдумы при упоминании «американских компаний», готовых взять в управление украинские газопроводы.
17 мая 2019 года Пономарёв на украинском языке сообщил в Фейсбуке о предоставлении ему украинского гражданства («согласно государственным интересам»). Пётр Порошенко подписал соответствующий указ в последний рабочий день на посту президента Украины.
Активно участвовал в политической жизни страны, выступая в украинских СМИ в качестве эксперта по вопросам, связанным с Россией и российской властью.
В марте 2022 года, после начала вторжения России на Украину, выступил с публичным обращением, пообещав 1 миллион долларов тому, «кто доставит в руки международного правосудия живым или мёртвым Путина». Утверждал, что записался в киевскую «территориальную самооборону».
В апреле 2022 года запустил телеканал «Утро Февраля», ориентированный на российскую аудиторию. Штат насчитывал 70 сотрудников. Примерно в то же время в интересах неназванных им исламистов помог запустить телеграм-канал «Утро Дагестан». Этот канал, по словам Пономарёва, был использован для организации «полноценного народного вооруженного восстания» в Дагестане, после чего его коллеги, управляющие каналом, стали, по версии Пономарёва, работать самостоятельно. Впоследствии, канал был использован для организации и координации антисемитских выступлений на Северном Кавказе, в частности, в Махачкале. После того, как роль телеграм-канала в раздувании антисемитизма была обозначена Леонидом Волковым, Пономарёв публично дистанцировался от «Утро Дагестан», заявив, при этом, что считает организацию этого канала хорошей практикой:

Лучше бы он [Леонид Волков] сделал что-то аналогичное хоть в одном другом субъекте РФ.

В предшествующие периоды, вплоть до августа 2023 года, Пономарёв делал о канале противоречивые заявления — то называл себя «инвестором» канала, то утверждал, что это его канал, то заявлял, что помогал каналу «на старте».
В августе 2022 года после убийства Дарьи Дугиной Илья Пономарёв заявил, что за её убийством стоит некая «Национальная республиканская армия». По его словам, он поддерживал связь с группировкой, которая взяла на себя ответственность. 31 августа 2022 года было опубликовано видео с «подписанием декларации о сотрудничестве» между легионом «Свобода России» и предполагаемой Национальной республиканской армией в лице Ильи Пономарёва. После взрыва в Санкт-Петербурге, повлёкшим гибель Владлена Татарского, Пономарёв выпустил аналогичное заявление.
21 октября 2022 года Минюст России внёс Пономарёва в список физических лиц — «иностранных агентов». Росфинмониторингом внесен в список экстремистов и террористов.
Стал публичным инициатором «Съезда народных депутатов», в котором приняли участие бывшие депутаты разных уровней и созывов из России. Съезд позиционировал себя как собрание «единственных представителей общества и государства, имеющих демократическую легитимность, полученную ими от российских граждан». Стремление Пономарёва представить себя своего рода координатором вооружённого сопротивления режиму в России, когда до конца не понятно, существует ли такое сопротивление на самом деле, подвергло съезд широкой критике.
4 февраля 2024 года ФСБ официально подтвердила возбуждение против Пономарёва четырёх уголовных дел, в том числе по статье о госизмене. Его обвиняют в участии в деятельности воюющего на стороне Украины легиона «Свобода России», который Верховный суд РФ признал террористической организацией.
11 сентября 2024 года 2-й Западный окружной военный суд заочно приговорил Илью Пономарёва к 10 годам колонии общего режима за фейки о российской армии. Кроме того, ему на четыре года запрещается заниматься деятельностью, связанной с администрированием сайтов и каналов.

## Критика
В 2005 году в статье «Новый Хлестаков, или Необыкновенная карьера пионера Ильи Пономарёва» на сайте «Левая Россия» первым заметным шагом Пономарёва посчитали «вербовку левой молодежи для политических задумок олигархического капитала».
Журналист Олег Кашин, описывая политический портрет Пономарёва, назвал его одним из лидеров «договороспособных» российских левых движений, которые по замыслу властей делали вид, что выступают против саммита большой восьмёрки в Петербурге в 2006 году, и самым эффективным кремлёвским спойлером протестного движения.
Председатель Центральной выборной комиссии на выборах КСО и бывший депутат горсовета Екатеринбурга, близкий соратник Алексея Навального, Леонид Волков после отказа Пономарёва участвовать в выборах Координационного совета в октябре 2012 года обвинил его в намеренной попытке сорвать голосование, назвав политика «провокатором», «мурзилкой» и «агентом Кремля». Пономарёв в ответ призвал всех принять участие в выборах КСО, но голосовать за нераскрученных гражданских активистов.
В июне 2012 года у себя в блоге Пономарёв намекнул на то, что власти пытались сорвать оппозиционный митинг с помощью организации дождя, добавив: «Похоже, наша вчерашняя шутка относительно Путина и дождя оказывается не совсем шуткой». Заявление вызвало ироническую реакцию как блогеров, так и профессионалов.
Бывший пресс-секретарь и помощник Пономарёва Мария Баронова в феврале 2013 года обвинила депутата в том, что тот стал свидетелем обвинения и дал против неё показания в ходе процесса по «делу 6 мая». Пономарёв же заявил, что ходил в Следственный комитет доказывать невиновность активистки по её же просьбе, и потребовал от Бароновой опубликовать полный текст своих показаний для всеобщего обозрения. В конечном итоге обвинение отказалось от предложения вызвать Пономарёва в суд, депутат в ходе судебных слушаний был назван полковником полиции Дейниченко одним из главных организаторов беспорядков 6 мая 2012 года, а Баронова была отпущена по амнистии.
Алексей Навальный подверг критике Пономарёва за его гонорары в «Сколкове», которые, по мнению Навального, были непомерно велики. Он сказал, что Пономарёв — «жуликоватый парень», а «лучшая награда за его преподавание — пинками прогнать его». Также Навальный осудил участие Пономарёва в работе Валдайского форума в сентябре 2013 года.
В декабре 2022 года журналистка Екатерина Митрохина обвинила Пономарёва во многомесячной невыплате зарплаты примерно сотне сотрудников медиапроекта «Утро февраля». Илья Пономарёв объяснил это тем, что его медиапроект — это «некоммерческая организация, живущая на пожертвования», основной целью которой является политическая борьба, а пришедшие в неё зарабатывать деньги журналисты ошиблись дверью.

## Семья
- Дед — Николай Павлович Пономарёв (1919—2003) — комсомольский и партийный работник; инженер путей сообщения (окончил Новосибирский институт инженеров железнодорожного транспорта в 1943 году, вернувшись с фронта), почётный железнодорожник, член Союза архитекторов СССР, дипломат, в конце 1970-х годов — первый секретарь посольства СССР в Польше, почётный гражданин Польши, посредничавший на переговорах с профсоюзом Солидарность[источник не указан 2795 дней].
  - Двоюродный дед Владимир Павлович Пономарёв — проектировщик БАМа и Северо-Кавказской железной дороги[108].
- Отец — Владимир Николаевич Пономарёв (р. 1945), профессор, доктор физико-математических наук, в настоящее время является вице-президентом Ассоциации строителей России. До этого занимал должность статс-секретаря — заместителя председателя Госстроя России, принимал активное участие в разработке российской системы ипотечного кредитования[109][110]. В 2011—2013 гг. — независимый член совета директоров ЗАО «ИНФРА инжиниринг»[111].
- Мать — Лариса Николаевна Пономарёва (род. 1949), с марта 2005 до сентября 2013 года член Совета Федерации от правительства Чукотского автономного округа, первый заместитель председателя комитета по социальной политике[112].

Родственник (сводный племянник) секретаря ЦК КПСС, академика Бориса Николаевича Пономарёва.
Илья Пономарёв разведён, его бывшую супругу зовут Екатерина (род. 1976), по специальности журналист. В семье двое детей: сын Николай (род. 1995) и дочь Анастасия (род. 2000).
Согласно декларации о доходах за 2014 год, Пономарёв задекларировал две квартиры в России на правах безвозмездного пользования и квартиру в США.

## Фильмография
- 2012 — Срок — режиссёры Алексей Пивоваров, Павел Костомаров и Александр Расторгуев.